# Жиберкур
Жиберку́р (фр. Gibercourt) — коммуна во Франции, находится в регионе Пикардия. Департамент коммуны — Эна. Входит в состав кантона Рибмон. Округ коммуны — Сен-Кантен.
Код INSEE коммуны — 02345.

## Население
Население коммуны на 2010 год составляло 45 человек.
| 1962 | 1968 | 1975 | 1982 | 1990 | 1999 | 2010 |
| ---- | ---- | ---- | ---- | ---- | ---- | ---- |
| 60   | 46   | 39   | 37   | 33   | 37   | 45   |

## Экономика
В 2010 году среди 29 человек трудоспособного возраста (15—64 лет) 25 были экономически активными, 4 — неактивными (показатель активности — 86,2 %, в 1999 году было 85,7 %). Из 25 активных жителей работали 24 человека (11 мужчин и 13 женщин), безработной была 1 женщина. Среди 4 неактивных 2 человека были учениками или студентами, 1 — пенсионером, 1 был неактивным по другим причинам.